# エジプト＝スーダン国境

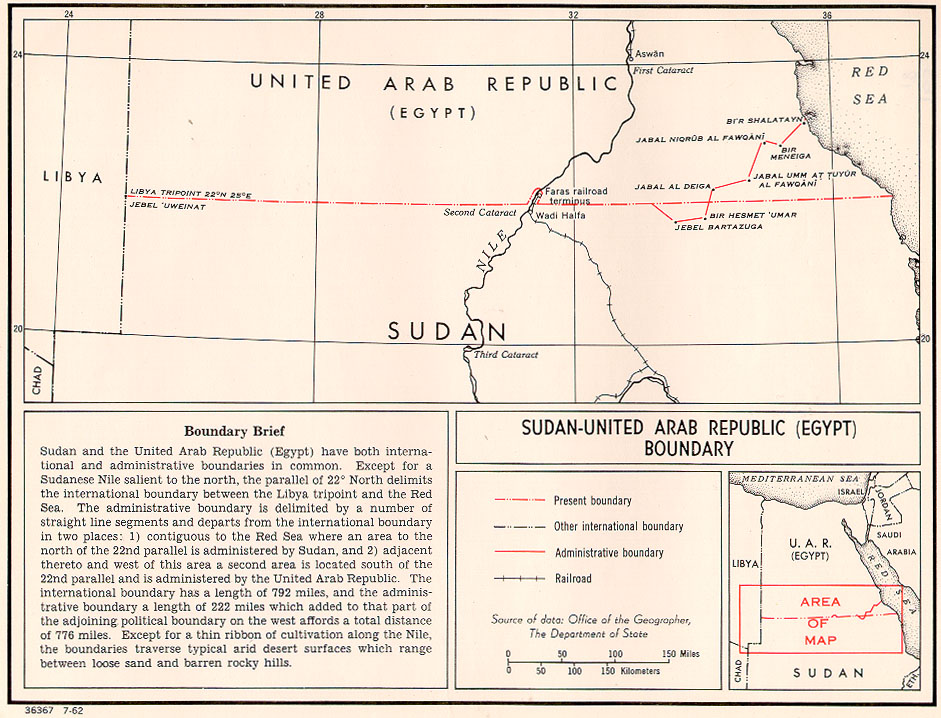
エジプト＝スーダン国境の地図

エジプト＝スーダン国境（エジプト＝スーダンこっきょう、アラビア語: الحدود السودانية المصرية）は、エジプトとスーダンとの国境である。西はリビアとの三国国境から東は紅海の海岸まで、1,286キロメートルにわたる。国境紛争地域が存在する。

## 概要

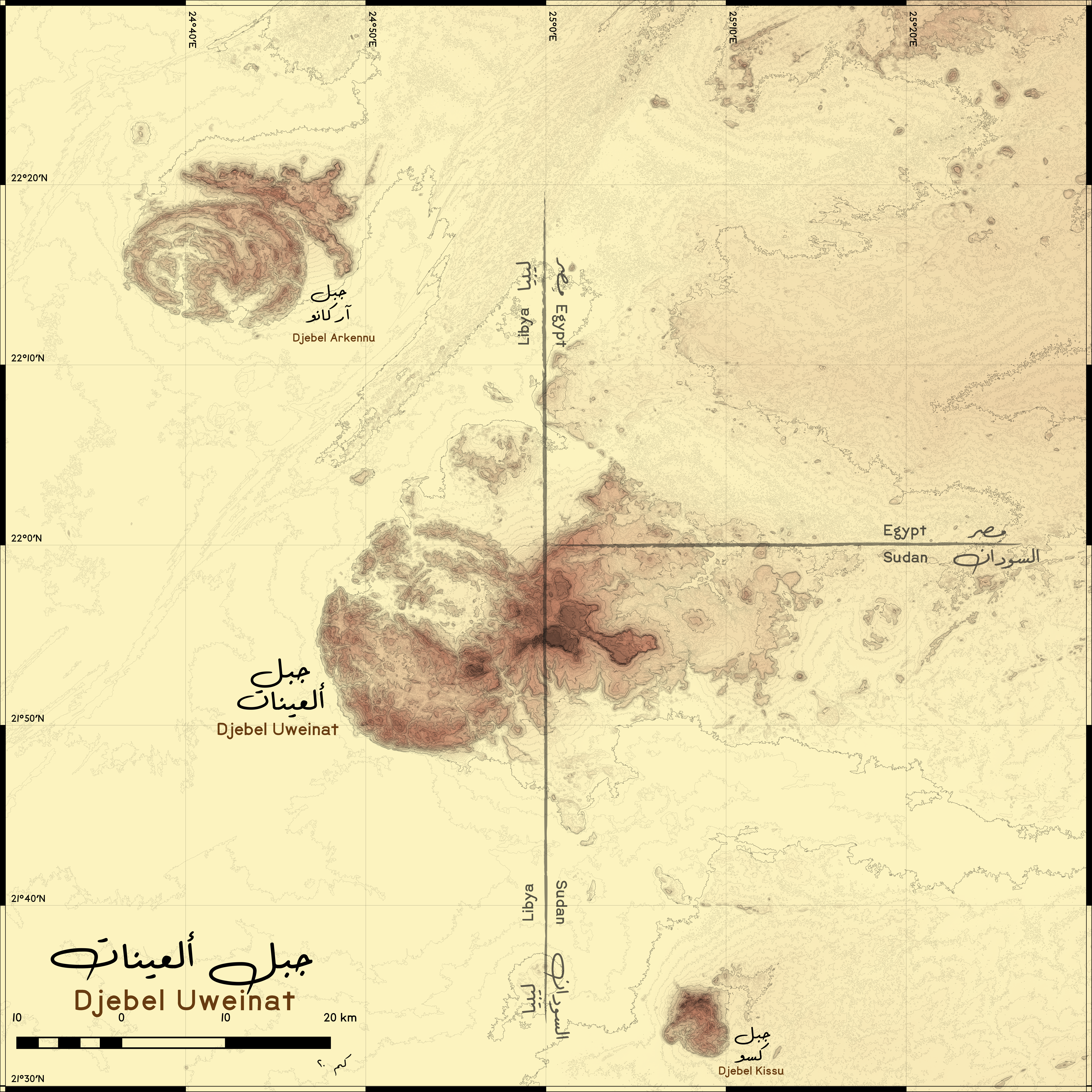
ウワイナート山周辺の国境

国境の西端は、ウワイナート山の山腹にある北緯22度線と東経25度線の交点であり、リビアとの三国国境となっている。東経25度線は、これより北がエジプト＝リビア国境、南がリビア＝スーダン国境となっている。ここから東端の紅海海岸のエルバ岬付近までのほぼ全域に渡り、北緯22度線が両国の国境となっている。エジプトは全域に渡り北緯22度線が国境であると主張しているが、スーダンは、北に突出するナセル湖付近のワジハルファ突出および紅海付近のハラーイブ・トライアングルの領有を主張し、南に突出するビル・タウィールはエジプト領であると主張している。その結果、ビル・タウィールは両国とも領有を主張しない無主地となっている。
両国の国境は、サハラ砂漠とリビア砂漠にまたがる、伝統的にヌビアと呼ばれる地域を横切っている。周辺の人口は少なく、ほぼナイル川沿いのワジハルファに集中している。

## 歴史

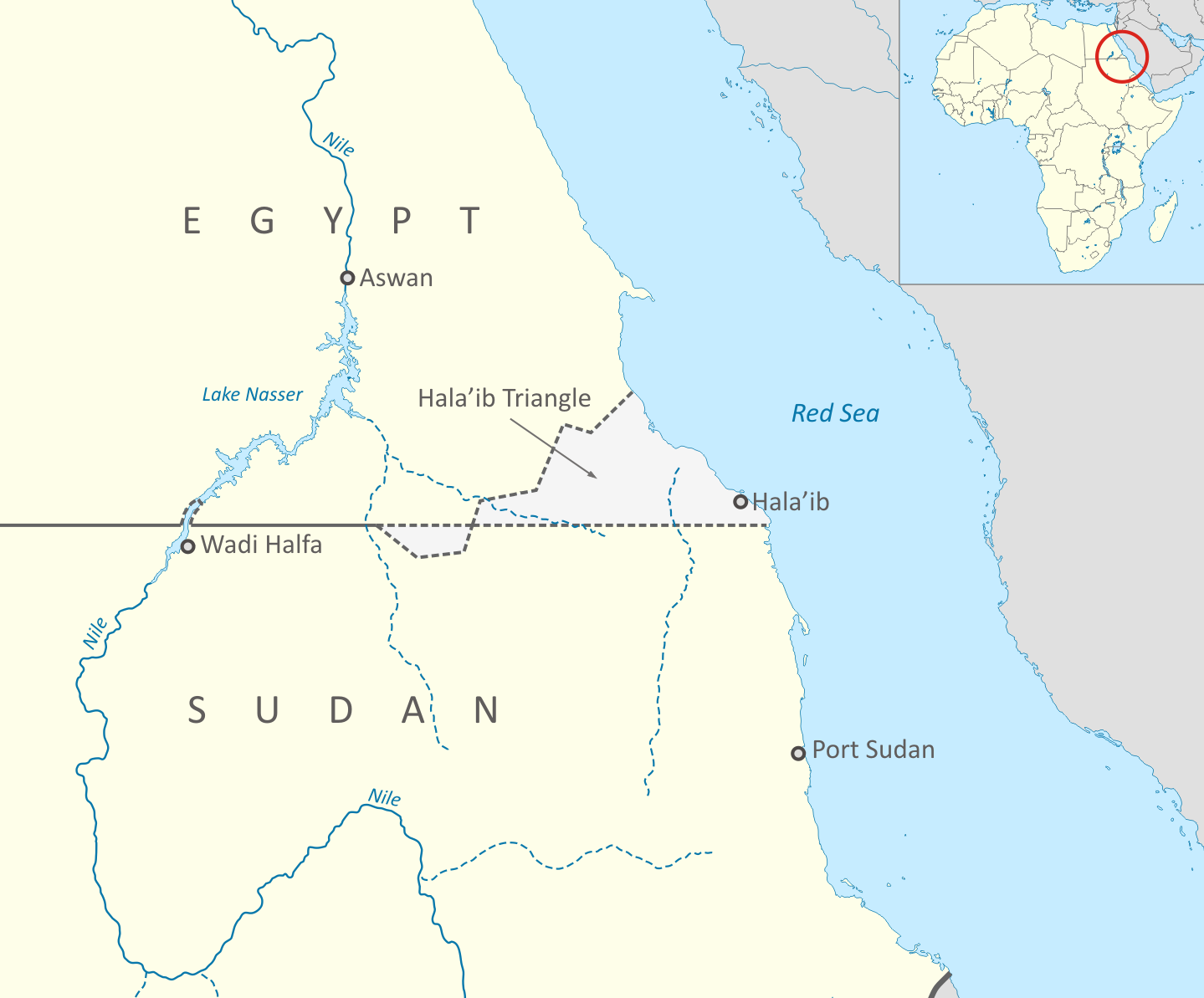
両国国境の紛争地域を灰色で示す。ナセル湖の南部にワジハルファ突出がある。東側の南への突出部がビル・タウィール、北への突出部がハラーイブ・トライアングルである。

両国ともに、古代から数千年にわたり人類が定住し、複雑な歴史を有する。特にスーダン北部のヌビアは古代エジプトと深く結びついており、ナイル川を通して文化的・政治的な関係を有してきた。国境付近には、紀元前4000年まで遡れる神殿や墓地などの遺跡が数多く存在する。スーダンの北部地域はクシュと呼ばれ、エジプトと深い関係を有し、一帯を支配する強力な王国が存在する時期もあった。紀元前30年ごろのアクティウムの海戦とアレクサンドリアの戦いによってエジプトはローマの支配下に置かれた。現在の国境付近にあったクシュ王国は、ローマの勢力拡大に抵抗し、一時的にローマの支配下に置かれたこともあったが、永続的な支配は確立できなかった。
エジプトはオスマン帝国の一部となった後、1839年から1841年にかけての第二次エジプト・オスマン戦争によってムハンマド・アリーの下で広範な自治権を獲得した。1882年、イギリスがエジプトを占領し、事実上保護領とした（正式に保護領と宣言したのは1914年）。エジプトによる伝統的なスーダンへの主張に基づき、1890年代のマフディー国との戦闘を経て、イギリスはスーダンを占領し、1899年1月にイギリス・エジプト領スーダンを設立した。この際、北緯22度線をエジプトとスーダンの境界とした。1899年3月26日、スーダンの首都ハルツームからの鉄道が北緯22度線の北側まで敷設されたため、その沿線のワジハルファ突出がスーダンに編入された。1902年、追加協定により、遊牧民の管理を容易にするために東部に行政境界 (administrative boundary) を設定し、22度線の南のビル・タウィールはエジプトが、北のハラーイブ・トライアングルはスーダンが管理するようにした。
1922年にエジプトは完全独立を宣言した。スーダンはイギリスとエジプトによる共同統治を経て、1956年に独立した。この時点では1902年の追加協定による行政境界が国境となっていた。1958年、エジプトは1899年時点の国境線（全域が北緯22度線）が有効であると主張し、スーダンは抗議した。エジプト軍が国境地帯に駐留したが、短期間で撤退し、紛争は一旦沈静化した。1959年、両国はアスワン・ハイ・ダムの建設に関する条約を締結し、ダムの建設によりワジハルファ突出の大部分がナセル湖の水面下となった。
1990年代に入り、ハラーイブ・トライアングルで石油が採れる可能性があることが判明すると、この地域の領有問題が再び浮上した。1992年、スーダンがハラーイブ・トライアングルでの油田探索権を外国の企業に与えると、エジプトはこれに抗議した。1995年、エジプトはハラーイブ・トライアングルに軍を派遣して支配下に置き、以降エジプトがこの地域を実効支配している。当時のスーダン大統領オマル・アル＝バシールは、2010年の演説でハラーイブ・トライアングルに対するスーダンの領有主張を確認し、「ハラーイブはスーダンであり、これからもスーダンである」(Halayeb is Sudanese and will always be Sudanese) と述べた。1899年に制定された北緯22度線が「事実上の」国境となっており、ビル・タウィールは両国とも領有を主張しない無主地となっている。

## 国境付近の集落

### エジプト
- シャラティーン（英語版） - ハラーイブ・トライアングルとの境界に接する町。かつて国境検問所があったが、ハラーイブ・トライアングルをエジプトが実効支配して以降、この町の国境検問所は廃止されている。

### スーダン
- ファラス（英語版）（古代）
- ワジハルファ
- セリマ・オアシス（英語版）